# Acanthosaura armata
Acanthosaura armata es una especie de lagarto del género Acanthosaura, familia Agamidae, orden Squamata. Su longitud hocico-respiradero es de 80–160 mm y masa corporal es de aproximadamente 77,56 g.

## Distribución
Se distribuye por China (Hainan), Birmania, sur de Tailandia, península de Malasia, Indonesia (Sumatra), Penang y Tioman.

## Taxonomía
Fue descrita por Gray en 1827.
Tratamiento taxonómico
La especie aparece registrada y publicada en A synopsis of the species of saurian reptiles, collected in India by Major-General Hardwicke. Zoological Journal, London 3: 213-229.